# Брэдшоу, Роберт
Роберт Лливеллин Брэдшоу (англ. Robert Llewellyn Bradshaw; 16 сентября 1916, Сент-Пол Капестерре, Сент-Китс — 23 мая 1978, Бастер) — политический деятель и активист, главный министр (1966—1967) и впоследствии — 1-й премьер Сент-Китса — Невиса — Ангильи (1967—1978).
Будучи выходцем из небогатой рабочей семьи, Брэдшоу закончил всего семь классов школы и работал слесарем на заводе. В конце 1930-х—начале 1940-х годов он присоединился к рабочему движению на Сент-Китсе и проложил себе путь по служебной лестнице, возглавив Рабочую Лигу Сент-Китса и Невиса в 1944 году. В 1946 году Брэдшоу был избран председателем социалистической Лейбористской партии Сент-Китса, от которой в 1966 году был избран на пост главного министра (впоследствии — премьера) Сент-Китса — Невиса — Ангильи, занимая эту должность вплоть до своей смерти в 1978 году. Брэдшоу завоевал положительную репутацию среди своих современников, отмечавших его личные качества, стремление к достижению независимости островах и экономические и политические реформы (в частности национализацию сахарной индустрии), которые помогли улучшить качество жизни на островах. В то же время, противники Брэдшоу критиковали его «феодальную» политику, которая привела к сецессии Ангильи 1969 году.

## Ранняя жизнь
Роберт Брэдшоу родился 16 сентября 1916 года в округе Сент-Пол-Капистер на острове Сент-Китс в небогатой семье служанки Мэри Джейн Фрэнсис и кузнеца Уильяма Брэдшоу. Уильям Брэдшоу впоследствии переехал в США, и Роберта взяла на воспитание его бабушка. После окончания семи классов начальной школы Брэдшоу недолгое время проработал учителем и устроился подмастерьем оператора на сахарный завод в Бастере; именно в это время он начал интересоваться деятельностью рабочего движения. Большое влияние на Брэдшоу оказал владелец книжного магазина в Бастере Чарлз Хэлберт, приверженец левых идей и профсоюзного движения.
В 1940 году Роберт ушёл с завода после участия в забастовке и устроился на работу в качестве клерка в Рабочую Лигу Сент-Китса и Невиса (профсоюз рабочих и торговцев), которую впоследствии возглавил в 1944 году. Будучи лидером Рабочей Лиги, Брэдшоу продолжил заниматься деятельностью по поддержанию и защите прав рабочих сахарной индустрии.

## Политическая карьера
В 1945 году Роберт Брэдшоу был назначен председателем недавно созданной Лейбористской партии Сент-Китса, занимая эту должность вплоть до своей смерти. В 1946 году он избрался в Законодательный совет Сент-Кристофера-Невиса-Ангильи (де-юре парламент колонии), а спустя десять лет был утверждён на пост министра торговли и промышленности. Брэдшоу продолжил политическую деятельность и после образования Федерации Вест-Индии (в 1958—1962 гг.) как министр финансов федерации и член Федеральной палаты представителей.
После распада Федерации Брэдшоу вернулся в Сент-Кристофер-Невис-Ангилью, где в 1966 году занял должность главного министра, а год спустя — должность премьера от Лейбористской партии. Будучи премьером, Брэдшоу активно предпринимал меры по поддержанию находившейся в упадке сахарной индустрии на Сент-Китсе, так как она составляла значительную часть экономики островов, а её работники — значительную часть электората лейбористов; в частности, в 1975 Брэдшоу национализировал все сахарные предприятия на Сент-Китсе. Кроме того, Брэдшоу занимался развитием социальной инфраструктуры и активно выступал за независимость островов, обратившись к британскому правительству в 1977 году с просьбой о предоставлении суверенитета. В то же время жители других островов колонии, Невиса и Ангильи, были недовольны политикой Лейбористской партии, которая, по их словам, уделяла слишком много внимания Сент-Китсу. Критики Брэдшоу отмечали, что он правил «[островами], будто они были феодальным королевством», стягивая все ресурсы на развитие Сент-Китса, и описывали его как «жёсткого и авторитарного» лидера. В то же время, сторонники премьера восхваляли его за то, что он правил «железной рукой». В 1967—1969 годах жители Ангильи, разочарованные в правительстве Брэдшоу, вытеснили федеральные полицейские силы с острова и провели два референдума — о выходе из федерации Сент-Китса и Невиса (в 1967) и принятии конституции новой независимой республики (в 1969). Отделение Ангильи также подогрело сецессионистские настроения на Невисе.

## Смерть
Брэдшоу умер 23 мая 1978 года в возрасте 61 года от рака предстательной железы в своём доме в Бастере. Его преемником на посту премьера стал его заместитель и близкий товарищ Пол Саутвелл.

## Память
В 1996 году Брэдшоу было посмертно присуждено звание Национального Героя Сент-Китса и Невиса Национальной ассамблеей страны, а его день рождения стал национальным праздником; Брэдшоу стал первым человеком, которым было присуждено это звание. В 1998 году главный аэропорт Сент-Китса был переименован в его честь. В 2007 году при поддержке президента Кубы Фиделя Кастро на месте рождения Роберта Брэдшоу был открыт мемориальный парк.